# Svetlana
Svetlana (in cirillico: Светлана) è un nome proprio di persona slavo femminile, in particolare russo, slovacco, bulgaro, serbo e macedone.

## Varianti
- Russo
  - Ipocoristici: Лана (Lana)[3], Света (Sveta)[1]

### Varianti in altre lingue
- Bielorusso: Святлана (Svjatlana)[1]
- Ceco: Světlana[1]
- Croato: Svjetlana[1]
  - Ipocoristici: Lana[3]
- Georgiano: სვეტლანა (Svet'lana)[1]
  - Ipocoristici: ლანა (Lana)[1]
- Polacco: Świetlana
- Tedesco: Swetlana
- Ucraino: Світлана (Svitlana)[1]
- Ungherese: Szvetlána

## Origine e diffusione

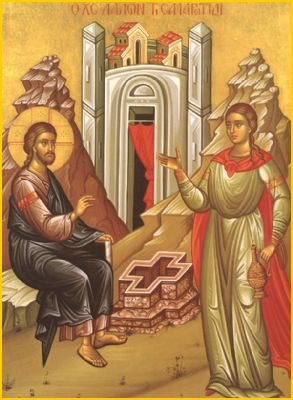

Deriva dal termine slavo svet, che significa "luce" o "mondo" (da cui anche Svjatopolk e Svjatoslav); può quindi essere interpretato come "luminosa", "risplendente", lo stesso significato dei nomi Fulgenzio, Berto, Argo, Braulio, Lucia, Chiara e Fotina (nome per il quale viene talvolta utilizzato come "traduzione").
Divenne celebre grazie al poema del 1813 Svetlana, scritto da Vasilij Andreevič Žukovskij. Va notato che il diminutivo Lana è condiviso anche col nome Alana.

## Onomastico
Non esistono sante che portano questo nome, quindi è adespota. L'onomastico può essere festeggiato in occasione di Ognissanti, il 1º novembre.
Va notato che Svetlana (insieme a Fotina) è uno dei nomi che la Chiesa ortodossa dà alla samaritana incontrata da Gesù in Gv 4, venerandola martire con i figli e altri compagni e commemorandola il 20 marzo.

## Persone

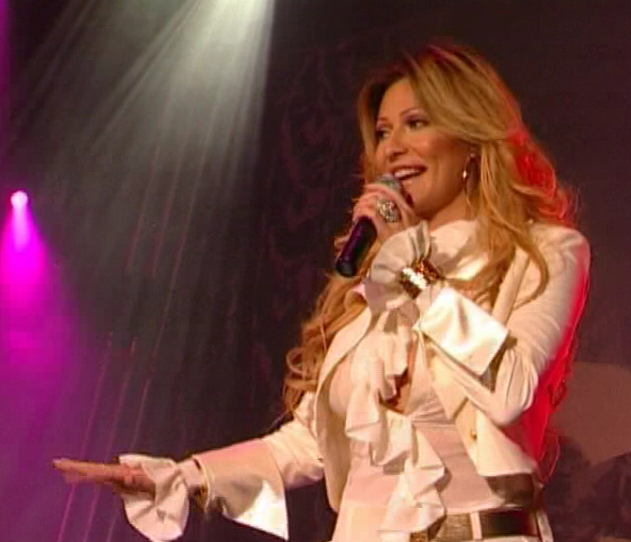
Svetlana Ražnatović

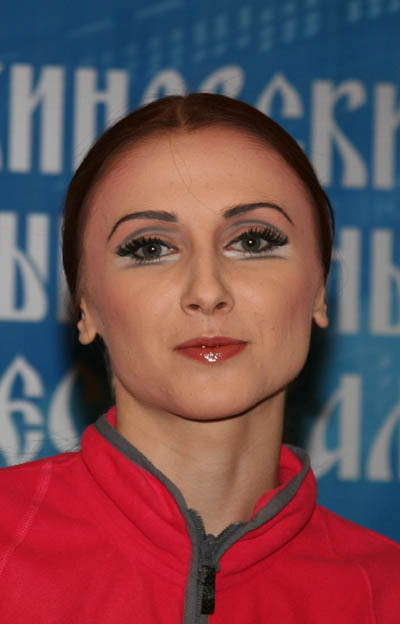
Svetlana Jur'evna Zacharova

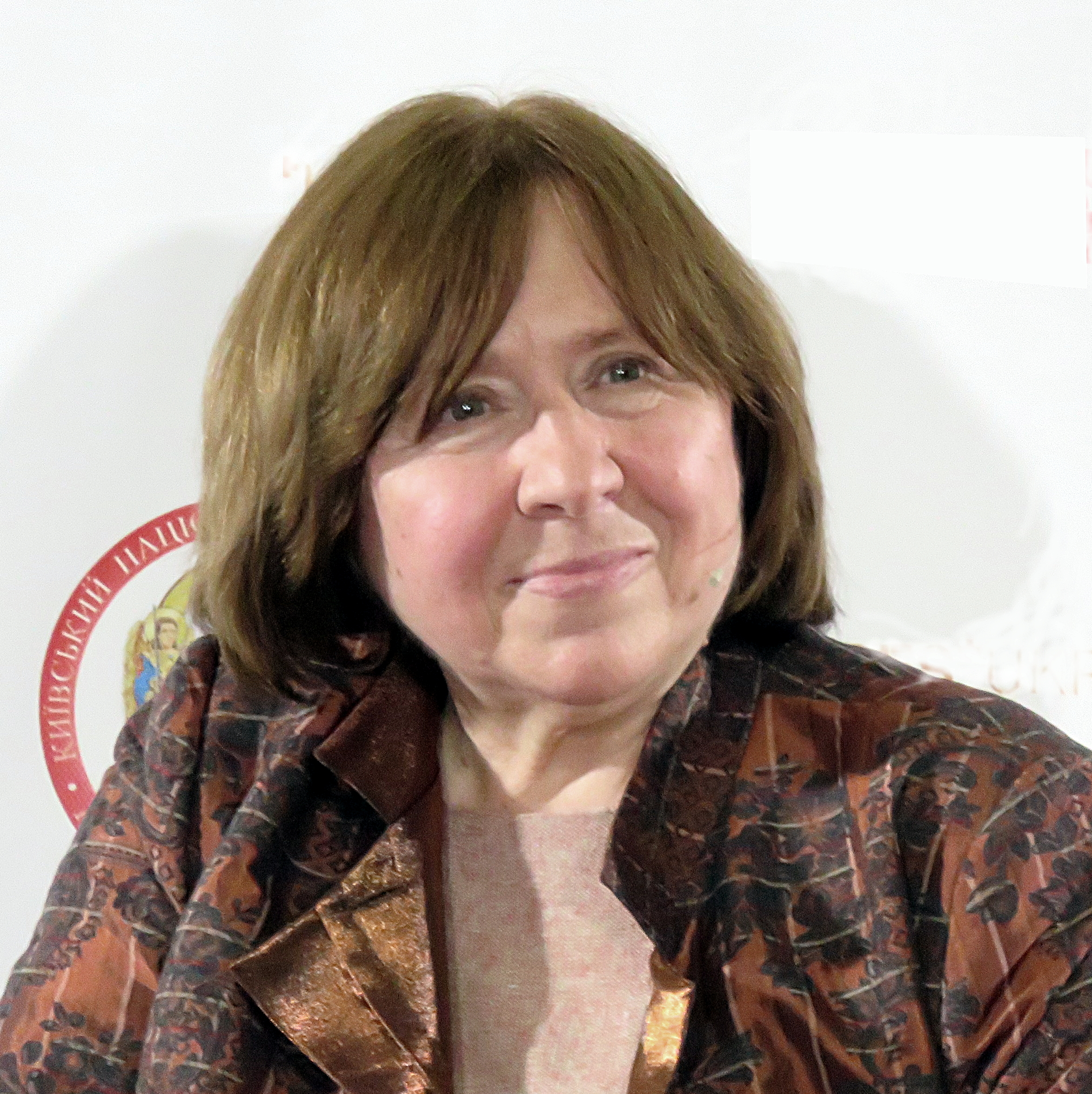
Svjatlana Aleksievič

- Svetlana Allilueva, scrittrice sovietica naturalizzata statunitense
- Svetlana Broz, medico, giornalista e insegnante bosniaca
- Svetlana Bubnenkova, ciclista su strada russa
- Svetlana Chorkina, ginnasta russa
- Svetlana Gladyševa, sciatrice alpina russa
- Svetlana Korolёva, modella russa
- Svetlana Kuznecova, tennista russa
- Svetlana Masterkova, atleta russa
- Svetlana Ražnatović, cantante e musicista serba
- Svetlana Romašina, sincronetta russa
- Svetlana Evgen'evna Savickaja, cosmonauta e politica sovietica
- Svetlana Jur'evna Zacharova, danzatrice ucraina

### Variante Svitlana
- Svitlana Bondarenko, nuotatrice ucraina
- Svitlana Kozačenko, cestista ucraina
- Svitlana Kračevska, atleta sovietica
- Svitlana Loboda, cantante ucraina
- Svitlana Serbina, tuffatrice ucraina

### Variante Svjatlana
- Svjatlana Aleksievič, giornalista e scrittrice bielorussa
- Svjatlana Cichanoŭskaja, politica bielorussa
- Svjatlana Paramyhina, atleta bielorussa
- Svjatlana Val'ko, cestista bielorussa
- Svjatlana Vol'naja, cestista bielorussa

### Altre varianti
- S'vjatlana Bahinskaja, ginnasta bielorussa
- Svetla Dimitrova, atleta bulgara

## Il nome nelle arti
- Svetlana Kirilenko è un personaggio della serie televisiva I Soprano.
- Svetlana Milkovich è un personaggio della serie televisiva Shameless.

## Curiosità
- La Classe Svetlana è una classe di incrociatori leggeri della Marina Imperiale Russa.